# 岡本桜

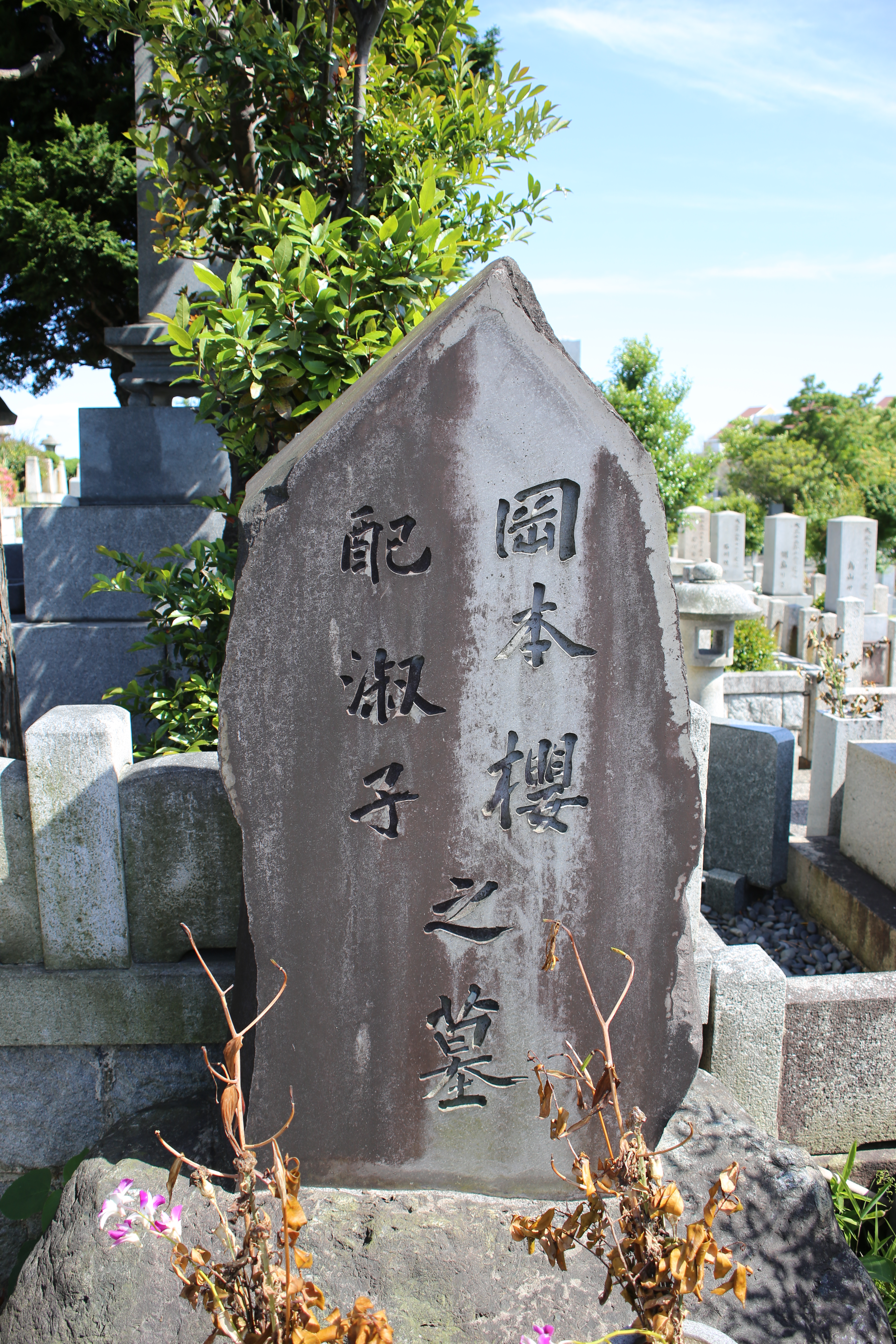
岡本櫻の墓（名古屋市天白区八事霊園内、2017年6月）

岡本 櫻（おかもと さくら、1878年〈明治11年〉4月3日 - 1935年〈昭和10年〉2月22日）は、「ガス王」とも称された実業家。

## 人物
兵庫県大書記官であった父岡本貞の次男として神戸に生を受けた。同志社普通部・第一高等学校に進む。帝国大学工科大学応用化学科卒業。このときの卒業論文である「セルロイドについて」は『工業化学雑誌』に連載されたという。1903年（明治36年）に東京瓦斯に入社するも、翌1904年（明治37年）には大阪瓦斯に移り、ここで外国人技師長であったミラーより最新技術を学んだ。1906年（明治39年）名古屋瓦斯設立に際して、同社に技師長として入社。1922年（大正10年）に東邦瓦斯創立に伴い、同社の初代社長となる。1927年（昭和2年）には、三井銀行の支援により、東京瓦斯の取締役を兼任。1930年（昭和5年）に同社副社長に転じた。西部合同瓦斯など、各地のガス会社の経営・技術指導を行い、「ガス王」「ガス博士」とも称されるようになったという。また、名古屋市東区において桜菊女学園を設立し、経営していた。

## ゆかりのあるもの
- 東邦ガス社内報『桜和』[2]
- 桜が丘 - 名古屋市千種区内の地名[4]。かつては岡本の所有地であった[4]。